# Michael Köck
Michael Köck ou Michael Koeck ou Michael Keckn né le 29 août 1760 à Innsbruck et mort le 21 novembre 1825 à Rome est un peintre, graveur, restaurateur d'art, fresquiste et professeur de peinture autrichien.

## Biographie
Après être entré dans l'enseignement de la peinture en 1777 en compagnie de son confrère Martin Knoller, il obtient une bourse pour s'établir en résidence artistique à Rome en 1784. Ses productions picturales sont proches du néo-classicisme puis du classicisme plus sévère de style Empire. Ses inspirations se portent volontiers sur la mythologie grecque et romaine. Sa virtuosité le propulse membre de l'Accademia di San Luca en 1814 dont il devient inspecteur en 1817, sous la direction de Vincenzo Camuccini. Par ailleurs, considéré comme un bon copiste d'œuvres anciennes, il est appelé par le Vatican à restaurer diverses fresques et mosaïques.

Il est le père du peintre Francesco Köck (né en 1800) et de l'architecte et sculpteur Raffael Köck (né en 1809).

## Œuvre

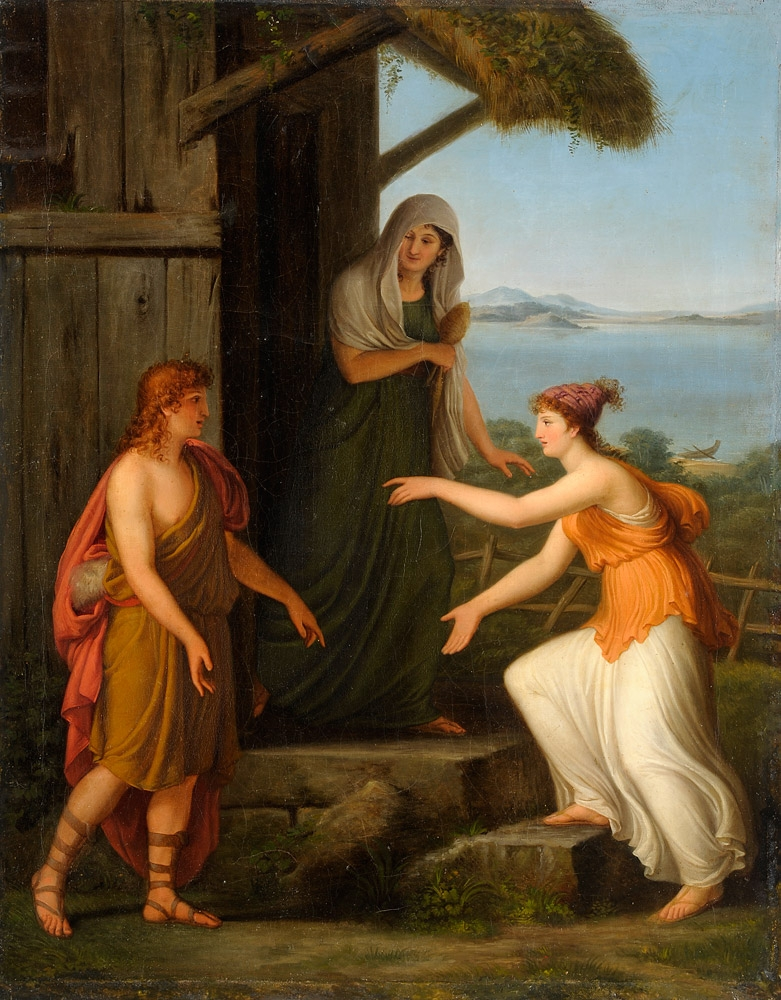
Scène mythologique, 1806, collection particulière.

Il est connu pour ses peintures portant sur la mythologie :
- Scènes mythologiques, 1806, Collection particulière.

Son travail porte sur des copies d'œuvres anciennes :
- Une copie de La Mise au tombeau du peintre Caravage installée à la place de l'original dans une chapelle de la Chiesa Nuova à Rome[5].

Enfin, il réalise diverses restaurations pour le compte du Vatican :
- Restauration des fresques du Dominiquin dans l'église Sant'Andrea della Valle (1818-1819).
- Restauration des mosaïques de la coupole de la basilique Saint-Pierre de Rome.
- Restauration des fresques de Giuseppe Passeri dans l'église Spirito Santo dei Napoletani.